# In Abhorrence Dementia
In Abhorrence Dementia este al doilea album de studio al formației norvegiene de black metal simfonic Limbonic Art. Acesta a fost lansat în 1997 prin Nocturnal Art Productions.

## Lista pieselor
| Nr.             | Titlu                                  | Lungime  |  |
| 1.              | „In Abhorrence Dementia”               | 07:25    |  |
| 2.              | „A Demonoid Virtue”                    | 07:40    |  |
| 3.              | „Descend to Oblivion” (melodie bonus)  | 05:31    |  |
| 4.              | „A Venomous Kiss of Profane Grace”     | 07:05    |  |
| 5.              | „When Mind and Flesh Departs”          | 07:38    |  |
| 6.              | „Deathtrip to a Mirage Asylum”         | 12:13    |  |
| 7.              | „Under Burdens of Life's Holocaust”    | 06:26    |  |
| 8.              | „Abyssmal Necromancy” (melodie bonus') | 06:55    |  |
| 9.              | „Oceania” (Instrumental)               | 00:43    |  |
| 10.             | „Behind the Mask Obscure”              | 07:14    |  |
| 11.             | „Misanthropic Spectrum”                | 07:15    |  |
| Lungime totală: | Lungime totală:                        | 01:16:05 |  |

## Membrii formației
- Daemon – voce principală, chitare
- Morfeus – clape, chitară principală, programare tobe, voce

### Producție
- Peter Lundell – producător, mixaj
- Vargnatt Inc. – mastering
- Morfeus – copertă